# La sociedad de consumo
La sociedad de consumo: sus mitos, sus estructuras (en francés: La Société de consommation: ses mythes, ses structures) es un libro publicado en 1970 por el sociólogo francés Jean Baudrillard sobre el consumismo.
La sociedad de consumo es el segundo libro de Baudrillard; puede decirse que forma junto con El sistema de los objetos (1968) y Crítica de la economía política del signo (1972) una trilogía dedicada a investigar el capital y el consumo desde la óptica del estructuralismo.